# Fisiognomía

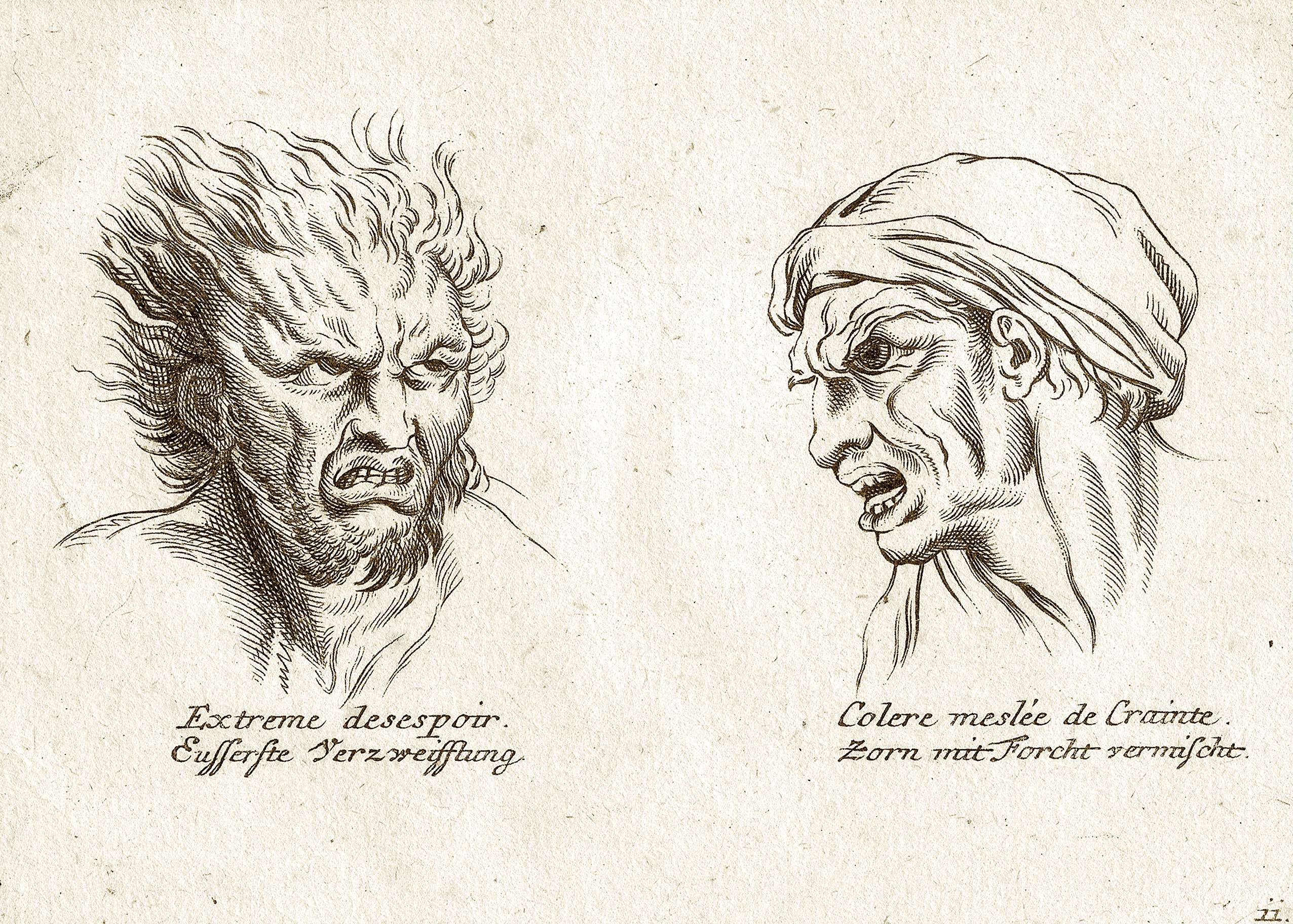
Ilustración típica encontrada en un libro de Fisionomía (siglo XIX. A la izquierda, «Desesperación»; a la derecha, «Ira mezclada con miedo»).

La fisiognómica o fisiognomía (del gr. φύσις physis, ‘naturaleza’, y γνώμη gnome, ‘juzgar’ o ‘interpretar’) llamada alternativamente portación de rostro, es una pseudociencia basada en la idea de que por el estudio de la apariencia externa de una persona (sobre todo su cara) puede conocerse el carácter o personalidad de ésta, o incluso adivinarse su futuro (en cuyo caso es preferible usar la denominación metoposcopia, arte de conocer el futuro de la gente mediante las rayas de la frente). Una variante de la fisiognomía es la metoscopia, arte de adivinar el carácter (e, incluso, el futuro) mediante la posición y tamaño de los lunares en la cara y en el resto del cuerpo.
En el idioma español, el nombre de la disciplina ha dado origen a la palabra fisionomía o fisonomía, cuyo significado es ‘aspecto particular del rostro de una persona’, o, generalizando, ‘apariencia de las cosas’. En geobotánica, el término fisiognomía se usa para referirse al aspecto visual que en conjunto ofrece una determinada formación vegetal; este mismo uso se aplica también a los términos equivalentes en otros idiomas.
Existen dos grados en las pretensiones explicativas de la fisiognomía:
- Una fisiognomía cuya predicción se pretende absoluta, en la que se afirma que existe un 100 % de correlación entre características físicas (particularmente faciales) y rasgos del carácter; esta postura ha sido refutada.
- Una fisiognomía de correlación científica, según la cual hay una relativa correlación estadística entre rasgos físicos (particularmente faciales) y rasgos de carácter, debido a las preferencias físicas de la persona causadas por los correspondientes rasgos de carácter, de manera que la misma causa genética subyacente sería la responsable de tal correlación. Este tipo de fisionomía se basa en el determinismo biológico del carácter. Aunque este tipo de fisiognomía también ha sido generalmente refutado, la idea ha vuelto a aparecer en variantes modernas, como la personología y la morfopsicología, sin fundamentación empírica.

La personología, otra pseudociencia, intenta explicar cierta asociación de los rasgos físicos con valores y hábitos culturales o subculturales. Es un hecho que la mayoría de los históricos líderes comunistas tienen ojos rasgados, pero esto se debe al hecho de que dicho rasgo incidentalmente ocupa en gran parte el mismo espacio geográfico que las manifestaciones de regímenes comunistas existentes (Eurasia Oriental) y no implica que los ojos rasgados sean la causa de ideologías comunistas.

## Fisiognomía antigua

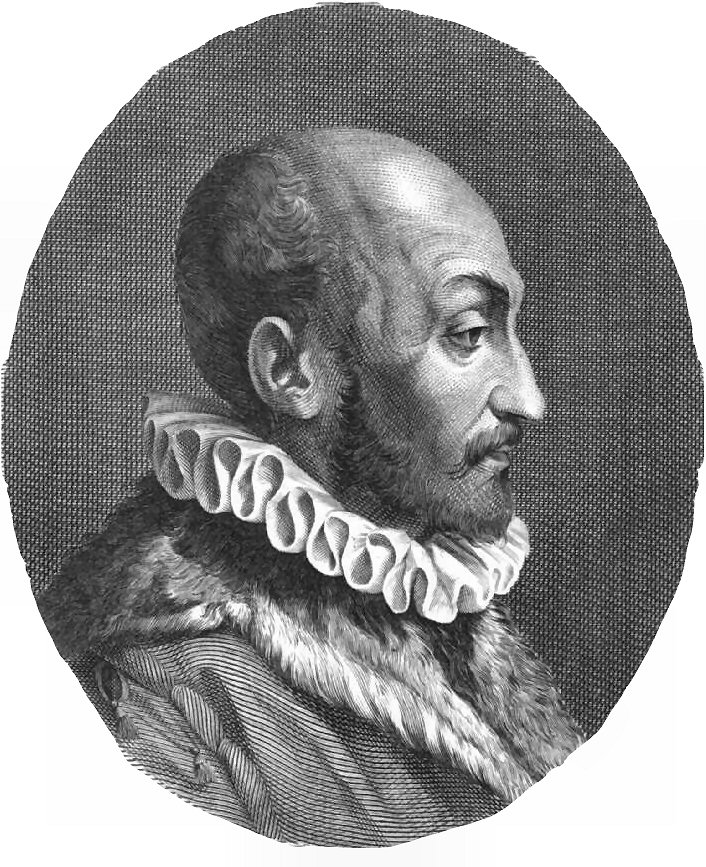
Giovanni Battista della Porta, el más popular tratadista de fisiognomía del Renacimiento.

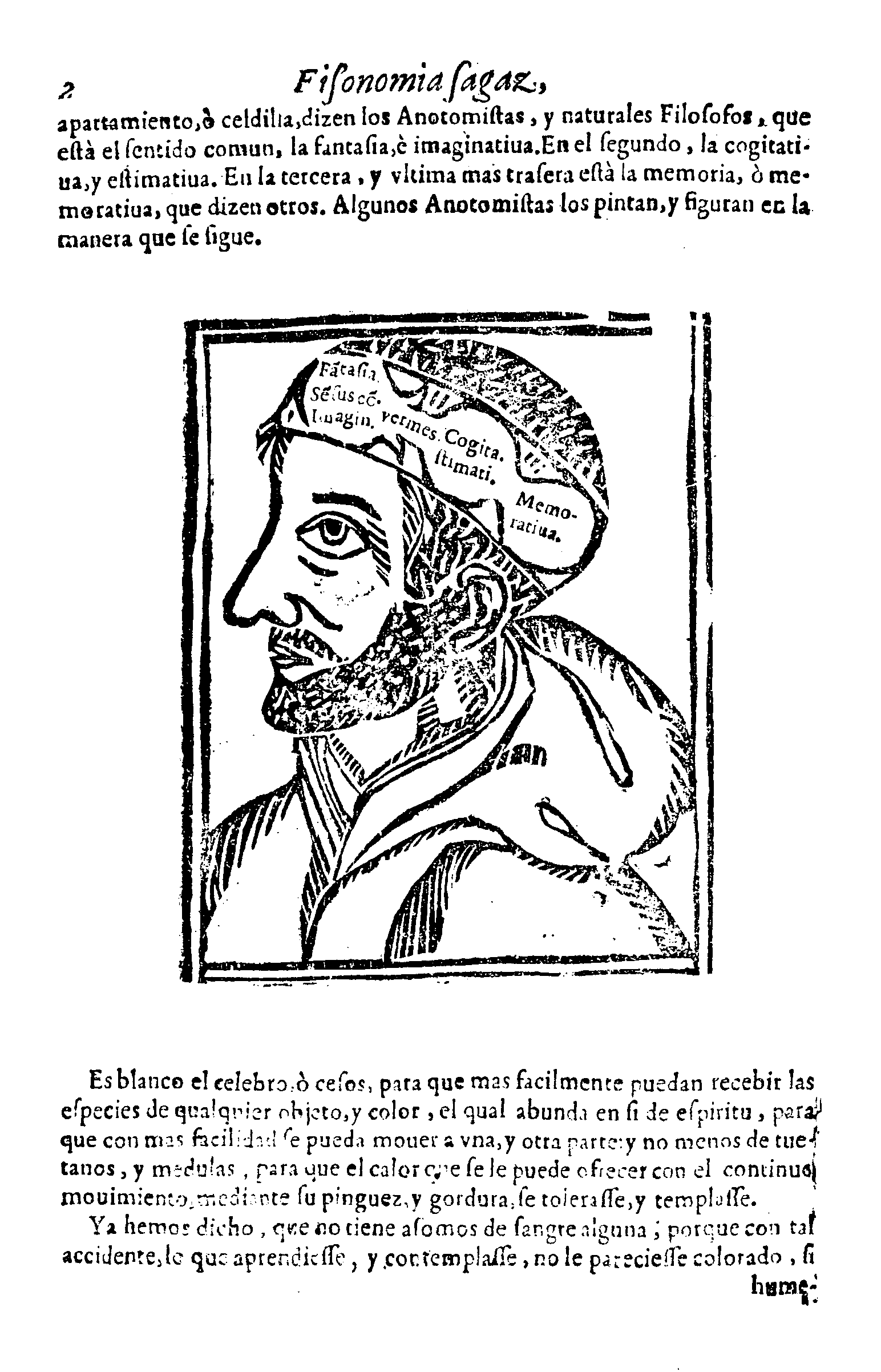
Página representando algunas de las funciones del cerebro en la Filosofía sagaz y anatomía de ingenios (1637) de Esteban de Pujasol.

Las nociones de cierta relación entre la apariencia exterior de un individuo y su carácter interno tiene sus raíces más antiguas en Oriente, donde se utilizaba como un procedimiento adivinatorio entre los babilonios de Mesopotamia. En la poesía griega antigua se encuentran algunos fundamentos, como cuando Homero hallaba correspondencia entre fealdad y vicio moral en Tersites, o Semónides comparaba distintos caracteres de mujeres con los de los animales, correspondencia zoológica que será algo bastante común en esta disciplina; inversamente, los fabulistas daban características humanas a los animales en sus narraciones morales.
Es más, los médicos griegos Hipócrates (469-399 a. C.) y posteriormente Galeno (129-200) establecieron una clasificación de los temperamentos de las personas de acuerdo con la coloración de la piel y la fortaleza de los músculos, que los dividía en flemáticos, sanguíneos, melancólicos y coléricos. Este esbozo de caracteriología, denominado asimismo teoría de los cuatro humores, paralelo a la posterior fisiognomía, también debió influir en ella. Otros autores apuntan, en cambio, a Pitágoras (siglo VI a. C.) como el primer gran pensador en practicar la fisiognómica y en sentar algunos de sus principios básicos. De hecho, se cuenta de él que antes de acoger a alguien como amigo o discípulo, le sometía a un examen fisiognómico para conocer su verdadera naturaleza, y que no admitía a nadie en su escuela que no tuviera una cabeza y un cuerpo debidamente proporcionados. Pero las primeras indicaciones de una teoría desarrollada al respecto aparecen en Atenas, donde un mago tracio contemporáneo de Sócrates llamado Zopyrus era reconocido como un experto en la materia en el siglo V a. C.
El primer tratado sistemático de los que sobreviven al día de hoy es un pequeño volumen llamado Physiognomonica atribuido a Aristóteles (y traducido en el siglo XVI por el doctor Andrés Laguna) aunque tal vez pertenezca a algún miembro de su escuela y no a al filósofo mismo. La fisiognómica sería, según este tratado, el estudio de aquellos signos corporales permanentes que indican condiciones permanentes del alma, así como el de los signos transitorios del cuerpo que indican condiciones transitorias del alma. La obra se divide en dos partes que se cree fueron originalmente dos obras separadas. La primera revisa los argumentos extraídos de la observación de la naturaleza y caracteres atribuidos a las razas humanas y se centra en los diferentes aspectos de la conducta humana; la segunda parte está dedicada a la conducta animal, cuyo reino divide en caracteres hombrunos y feminoides, de los cuales deduce correspondencias entre los signos físicos animales y los signos físicos humanos que repercuten o hallan correspondencia en el carácter humano.
Las principales obras posteriores a Aristóteles sobre fisiognomía son:
- Polemón de Laodicea, Physiognomia (siglo II a. C.).
- Adamantios el Sofista, Physiognomica (siglo IV a. C.).
- Un anónimo autor en latín que escribió De Physiognomonia (alrededor del siglo IV a. C.).

El presunto Aristóteles sustentaba la posibilidad de establecer una relación entre el carácter y los rasgos faciales porque pensaba que se daba una interacción estrecha entre cuerpo y alma tanto en el hombre como en los animales. En la antigüedad defendieron esta tesis autores como Fedón de Elis, Cicerón, Plinio, Sexto Empírico y Séneca, entre otros. En la época medieval se ocuparon de ella filósofos árabes como Avicena y Averroes, y hay un apartado dedicado a la fisiognomía en el Liber ad Almansorem de Rasis.
En la Edad Media española la fisiognomía se puso de moda a través del divulgadísimo libro del siglo XIII Poridat de poridades, traducido al latín y divulgado por toda Europa bajo el título de Secretum secretorum, cuyo origen hay que buscar, sin embargo, en un libro en árabe, el Sirr al-asrar, del siglo IX, compilado en Siria; hay asimismo una traducción al aragonés realizada por el Gran Maestre Juan Fernández de Heredia. Hay un anónimo De physiognomonia libellus que es también del siglo XIII. Igualmente fue muy popular un tratado de Miguel Escoto (principios del siglo XIII), quien estuvo como traductor en Toledo y en la Corte del emperador del Sacro Imperio Romano Germánico. Pietro d'Abano (1250-1318) escribió una Compilación de fisiognomía y Guillermo de Aragón escribió también sobre la materia, entre muchos otros (Miguel Savonarola, Alberto Magno...). 
En el Renacimiento, en el contexto de una filosofía muy marcada por el pensamiento mágico y organicista que defendía una correspondencia entre el macrocosmos o mundo natural y el microcosmos del hombre, la fisiognómica volvió a adquirir un renovado interés. Y así Gerolamo Cardano escribió De metoposcopia (1558), pero el tratadista sobre la materia más popular e influyente fue sin duda Giovanni Battista della Porta, con los cuatro libros ampliados hasta seis en ediciones sucesivas de su De humana physiognomia (1586). 
Sin embargo, ya en el siglo XVI la fisiognomía había empezado a asociarse a la quiromancia y a otros métodos de adivinación como metoposcopia en Bartolomeo della Rocca, también conocido como Cocles (Physognomiae ac Chyromantiae Compendium, 1504), obra prohibida por la Inquisición junto a la de Johann Rosenbach von Hagen (Introductiones apotelesmaticae in chyromantiam, physiognomiam, astrologiam naturalem, complexiones hominum naturas planetarum, 1522). Escribieron también sobre la materia Honorato Nicquet (Physiognomia humana, 1648), el cura Jean Belot (Instruction familière et très facile pour apprendre les sciences de chiromancie et physiognomie, 1619), Filippo Finella (De planetaria naturali Phisomonia, 1649), Marin Cureau de la Chambre (L'art de connoitre les hommes, 1660), Le Sieur de Peruchio (La Chiromance, la Physionomie et la Geomance, 1663) etcétera. La contribución hispana fue la del sacerdote aragonés Esteban de Pujasol, El Sol solo y para todos sol, de la filosofía sagaz y anatomía de ingenios (1637).

## Fisiognomía moderna

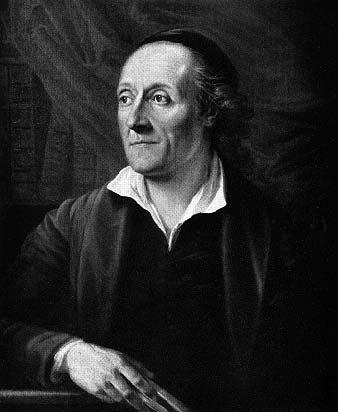
Johann Caspar Lavater

El pintor Charles Le Brun (1619-1690) utilizó la fisiognomía en su leidísimo Méthode pour apprendre à dessiner les passions (1698) comparando en sus ilustraciones las expresiones humanas con las animales. En el siglo XVIII, el principal promotor de la fisiognomía fue el pastor suizo Johann Caspar Lavater (1741-1801), quien fuera por un corto período amigo de Goethe. Sus influyentes ensayos sobre la materia fueron publicados en alemán en el año 1772 y gozaron de gran popularidad, siendo traducidos al francés y al inglés. Las principales fuentes de las cuales Lavater pretende extraer la “confirmación” de sus ideas son los escritos del italiano Giambattista della Porta (1535-1615) y del médico y filósofo inglés Sir Thomas Browne (1605-1682), cuya Religio Medici fue leída y alabada por Lavater. En esta obra Browne plantea la posibilidad de discernir cualidades internas a partir de la apariencia del rostro:
Existe ciertamente una Fisionomía (...) pues hay ciertos caracteres en nuestros rostros que llevan en ellos el lema de nuestras almas, en los cuales incluso un analfabeto puede leer nuestras naturalezas (T. Browne, Religio Medici, parte 2:2)
Browne poseía varios escritos del italiano Giambattista della Porta, incluyendo su De la Fisionomía Celestial, en el cual postulaba que aquello que influye al mismo tiempo el carácter y la apariencia facial del hombre no son las estrellas, sino el temperamento. En su libro De humana physiognomia (1586), Porta utilizaba grabados de animales para ilustrar diferentes características humanas. En sus trabajos sostiene la creencia en la “doctrina de las marcas (signatures)”; es decir, la creencia de que las estructuras físicas encontradas en la naturaleza, como las raíces, tallos y flores, son claves indicativas o “marcas” de su potencial en la medicina.
La popularidad de la fisiognomía creció a partir del siglo XVIII, hasta todo el siglo XIX. En el ámbito de las ciencias biológicas y médicas, la fisiognomía fue defendida por Charles Bell en su Ensayo sobre la anatomía de la expresión (1806), por Burgess en La fisiología del rubor (1839) y por Michel Duchene en su Mecanismos de la fisiognomía humana (1862), obras que ejercieron gran influencia en Charles Darwin, quien la defendió en La expresión de las emociones en los animales y en el hombre (1872), donde también se hacía eco de tesis defendidas por Herbert Spencer intentando hacer una explicación evolutiva de los rasgos faciales y de la función de ciertos mecanismos musculares; sostenía que existen grupos de músculos asociados a emociones, actividades y estados de humor cuyo uso modifica los rasgos de la cara dando lugar a expresiones generalizadas de temor, de angustia, de satisfacción, de asombro, etc. que pueden ofrecer algunos indicios sobre el carácter.
Todo esto influyó en las habilidades descriptivas de muchos novelistas del realismo y del naturalismo, principalmente Balzac, y a retratistas, como Joseph Ducreux; mientras que la 'conexión Norwich' con la fisiognomía se desarrolló en los escritos de Amelia Opie y del viajero y lingüista George Borrow; también en los escritos de otros autores ingleses del siglo XIX, mayormente en los pasajes en que se describen personajes, su carácter y su apariencia, en novelas de Charles Dickens, el naturalista Thomas Hardy y Charlotte Brontë. En la literatura estadounidense del mismo siglo, la fisionomía aparece en los cuentos de Edgar Allan Poe.
La Frenología ha sido relacionada asimismo con la fisiognomía. Creada alrededor del año 1800 por el médico alemán Franz Joseph Gall y Johann Spurzheim, gozó de amplia popularidad durante el siglo XIX en Europa y los Estados Unidos. Sin embargo, la frenología examina rasgos de la forma de la cabeza, bajo el supuesto racional de que el desarrollo desigual de las partes del cerebro interviene a la vez en el carácter y en la forma del cráneo; las diversas formas de la fisiognomía carecen de justificaciones de la correlación, o son fantasiosas, como en la morfopsicología del psiquiatra francés Louis Corman, que recuperó una versión metafórica de la teoría de la dilatación-retracción, de por sí muy discutible, que el gastroenterólogo Claude Sigaud desarrolló hacia 1900 para justificar una clasificación de biotipos corporales.
Igualmente puede relacionarse con la fisiognomía la Antropología criminal de Cesare Lombroso, que consiguió una efímera influencia a fines del siglo XIX y se relacionó con el auge del racismo a principios del siglo XX.
En estas formas, la categorización de tipos faciales y corporales continúa existiendo en la psicología popular moderna. Por ejemplo, la teoría de los tipos de personalidad utiliza fisiognomía en su descripción de los diferentes tipos de personalidad. Otros temas pseudocientíficos como la Programación neurolingüística, por ejemplo, hacen referencias a tipos corporales y movimientos oculares, en combinación con estilos lingüísticos, para categorizar las estrategias mentales o manera de pensar de los individuos.

## Fisiognomía contemporánea
En el siglo XX la fisiognomía ha sido prácticamente absorbida por la caracterología, por ejemplo, en las obras de Gaston Berger, René Le Senne y especialmente Ernst Kretschmer o Willian Herbert Sheldon. En los siglos XX y XXI se han establecido correlaciones entre el cociente intelectual y el volumen craneal, aunque esta teoría es rechazada actualmente dentro del ámbito científico. Más visos de verdad plantea la relación del nivel de testosterona (asociado con la agresividad) con características tales como la longitud de los dedos de las manos y mandíbula prominente (recta) y el influjo de otras hormonas en la configuración física y psíquica.
En Francia, el concepto se desarrolló aún más en el siglo XX bajo el nombre de morfopsicología, desarrollado por Louis Corman, un psiquiatra francés que argumentó que el funcionamiento de las fuerzas vitales dentro del cuerpo humano daba como resultado diferentes formas y formas faciales.

## Disciplinas relacionadas
- Antropometría
- Caracteriología
- Frenología
- Metoposcopia
- Morfopsicología
- Personología
- Somatotipo